# Beaver Stadium
Pour les articles homonymes, voir Beaver.
Le Beaver Stadium est un stade de football américain situé sur le campus de l'université d'État de Pennsylvanie, à University Park en Pennsylvanie.
Depuis 1960, ses locataires sont les Penn State Nittany Lions (NCAA). Sa capacité est de 106 572 places, ce qui en fait le second plus grand stade des États-Unis, après le Michigan Stadium (107 601 places).

## Histoire
Le stade fut inauguré en 1960, sous le nom de Beaver Field, en l'honneur de James A. Beaver, un ancien gouverneur de Pennsylvanie et président d'université. Ses anciens noms étaient Beaver Field et New Beaver Field, avant d'être appelé Beaver Stadium. Le stade a subi sept extensions.
Le record d'affluence du stade est de 110 889 spectateurs le 29 septembre 2018 à l'occasion d'un match opposant les Penn State Nittany Lions aux Buckeyes d'Ohio State.

## Galerie

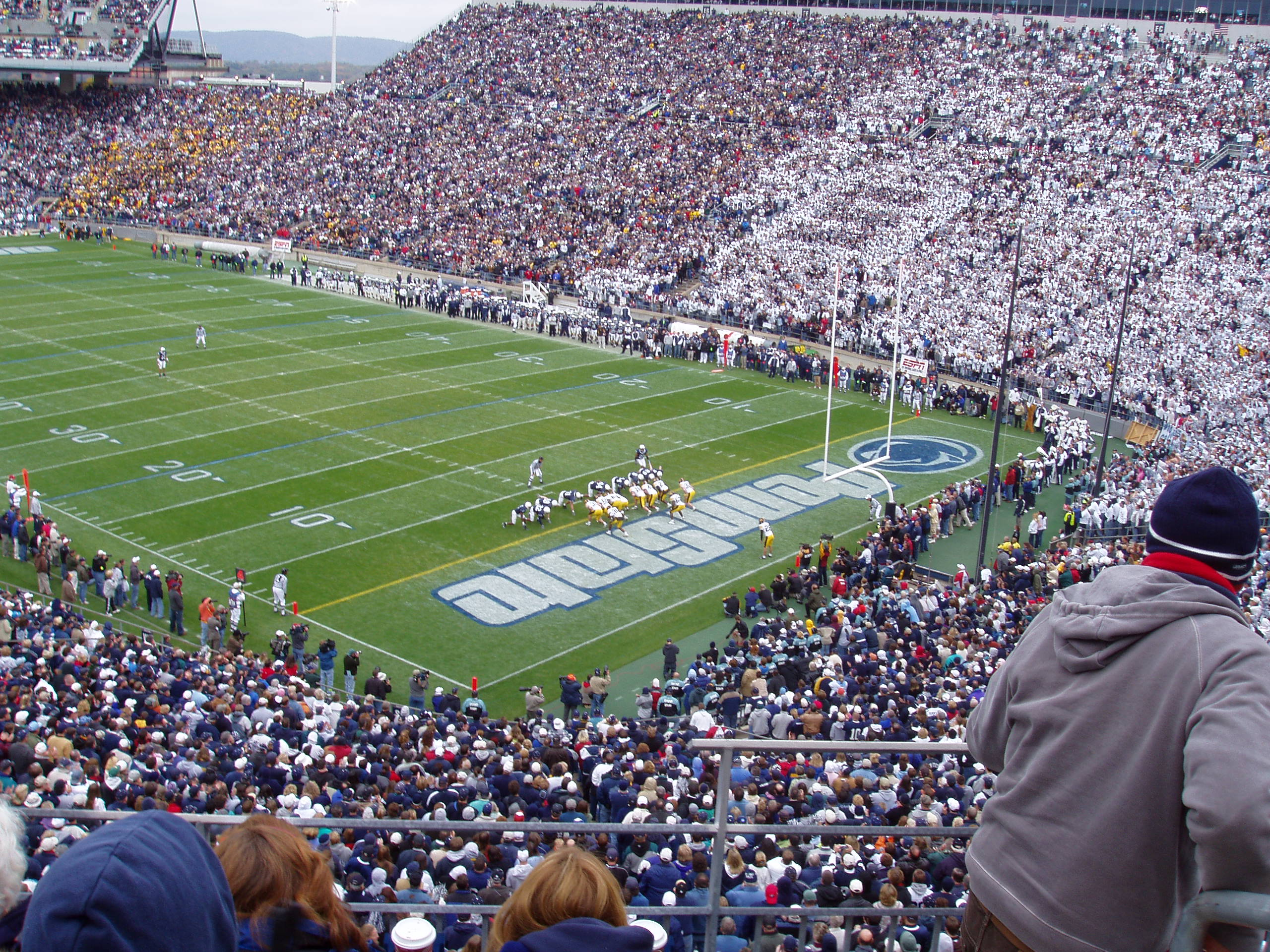